# 켈리도니우스

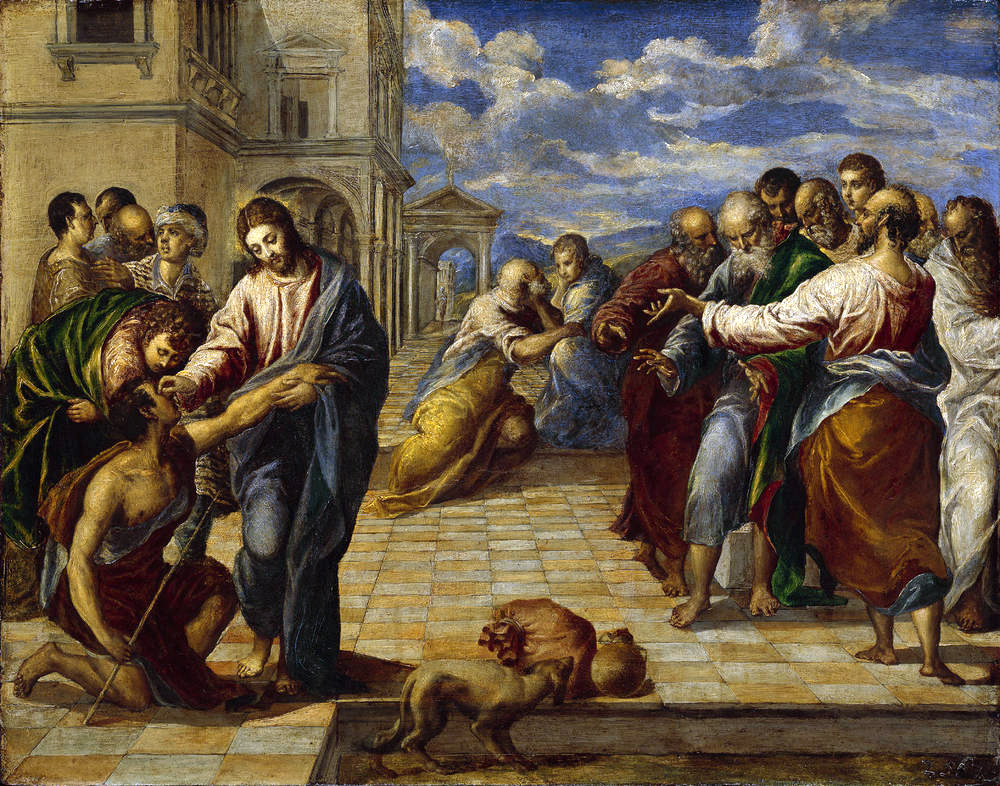
소경을 고치심(1570), 엘 그레코 (드레스덴 국립 미술관).

켈리도니우스는 예수가 요한의 복음서 9:1-38에서 치유된 소경으로 태어난 이의 이름으로 동방 정교회와 가톨릭 교회의 전승에 전해져온다.
한 전승에서는 성 켈리도니우스가 갈리아의 님 (Nîmes) 교회를 세웠다고 전해진다.
데메드리우스의 성 로스토프의 저작 위대한 성인전(Synaxarium)에서도, 예수님이 치유한 그 소경의 이름을 켈리도니우스라고 언급하고 있다.
동방 정교회에서는 부활절 이후 여섯번째 주일을 "소경의 주일"로 켈리도니우스의 치유를 기념하고 있다. 부활절 기간의 전례서인 오순경(Pentecostarion)에 있는 많은 찬송가가 이 치유 사건을 다루고 있다.